# Буганда
Буга́нда — историческое королевство в Уганде. Правители Буганды именуют себя каба́ка. С XVIII века по XX век королевство Буганда играло значительную роль в центральной Африке. Имя «Уганда», являющееся названием Буганды на языке суахили, использовали англичане в 1894 году при создании протектората с центром в Буганде. Наряду с английским, используется язык луганда.

## История
Будучи первоначально вассалом Уньоро, Буганда быстро набирала силу в XVIII и XIX веках, став доминирующим королевством в регионе. Буганда начала расширяться с 1840-х годов и использовала флотилии военных каноэ для установления «своего рода имперского господства» над озером Виктория и прилегающими регионами. Порабощая более слабые народы и прирастая дешёвой рабочей силой, Буганда превратилась в могущественную «империю в зародыше». Первый прямой контакт с европейцами был установлен в 1862 году, когда британские исследователи Джон Хеннинг Спик и капитан сэр Ричард Фрэнсис Бёртон вошли в Буганду, и, согласно их отчётам, королевство было высокоорганизованным.
Кабака Буганды Мтеза, которого в своё время посещали Джон Хеннинг Спик, Джеймс Огастес Грант и Генри Мортон Стэнли, пригласил в Буганду церковное миссионерское общество. Одним из миссионеров общества был Александр Мердок Маккей. Мтеза так и не был обращён ни в какую религию, несмотря на многочисленные попытки. В 1884 году Мтеза умер, а его сын Мванга II вступил на трон. Мванга неоднократно свергался, но ему постоянно удавалось возвращать себе власть. Мванга подписал договор с лордом Фредериком Лугардом в 1892 году, согласно которому Буганда получила статус протектората Имперской британской восточноафриканской компании. Британцы высоко ценили эти территории. Буганда стала центральным звеном нового протектората, в новое образование, помимо непосредственно самой Буганды, вошли Торо, Нкоре, Бусога и Буньоро.
9 октября 1962 года тогдашний кабака Буганды сэр Эдвард Мутеса был провозглашён президентом Независимой Федеративной Республики Уганда. В 1966 году был свергнут Мильтоном Оботе. Последовали годы репрессий со стороны Мильтона Оботе и Иди Амина.
Королевская семья вынуждена была бежать. Сын последнего кабаки Рональд Мувенда Мутеби II возвратился в 1986 году назад и был коронован 31 июля 1993 года 37-м кабакой. 19 декабря 1997 года бывший королевский дворец Лубири в Кампале был возвращён Буганде центральным правительством Уганды.
В настоящее время пять королевств Уганды (Буганда, Торо, Буньоро, Бусога, Рвензуруру) представляют собой параллельную административную систему, распространяющуюся на южные и центральные территории Уганды, населённые народами банту. Королевства имеют права культурных автономий.